# Basthorst
Basthorst ist eine Gemeinde im Kreis Herzogtum Lauenburg in Schleswig-Holstein.

## Geographie

### Lage und Siedlungsstruktur
Das Gemeindegebiet liegt etwa zehn Kilometer nördlich von der Stadt Schwarzenbek im südöstlichen Teilbereich des Ostholsteinischen Hügel-und Seenlandes, einem Teilraum des Schleswig-Holsteinischen Hügellandes. Die Gemeinde besteht einzig aus dem namensgebenden Kirchdorf.

### Nachbargemeinden
Das Gemeindegebiet liegt umringt von:
| Dahmker | Hamfelde                                    | Mühlenrade  |
|         | Kompassrose, die auf Nachbargemeinden zeigt | Fuhlenhagen |
| Möhnsen | Elmenhorst                                  |             |

## Geschichte
Das Dorf wurde im Jahr 1278 zum ersten Mal urkundlich erwähnt. Seit 1962 gehört die Gemeinde zum Amt Schwarzenbek-Land.

## Politik

### Gemeindevertretung
Bei der Kommunalwahl am 14. Mai 2023 wurden insgesamt neun Sitze vergeben. Von diesen erhielt die Freie Wählergemeinschaft Basthorst sechs Sitze und die Aktionsgemeinschaft Basthorster Wähler drei Sitze.

### Wappen
Blasonierung: „In Rot ein goldener Schrägbalken, belegt mit einem grünen Rautenkranz; oben ein silberner Pferdekopf, unten eine silberne Lilie.“

## Sehenswürdigkeiten
In der Liste der Kulturdenkmale in Basthorst stehen die in der Denkmalliste des Landes Schleswig-Holstein eingetragenen Kulturdenkmale.
Den Mittelpunkt des Dorfes bildet das Gut Basthorst. Die Hofanlage und die Ländereien werden bereits seit dem 14. Jahrhundert bewirtschaftet. Auf dem Gut werden heute regelmäßige Märkte abgehalten, in den Gebäuden des Wirtschaftshofs werden verschiedene Handwerksbetriebe und Gaststätten beherbergt.

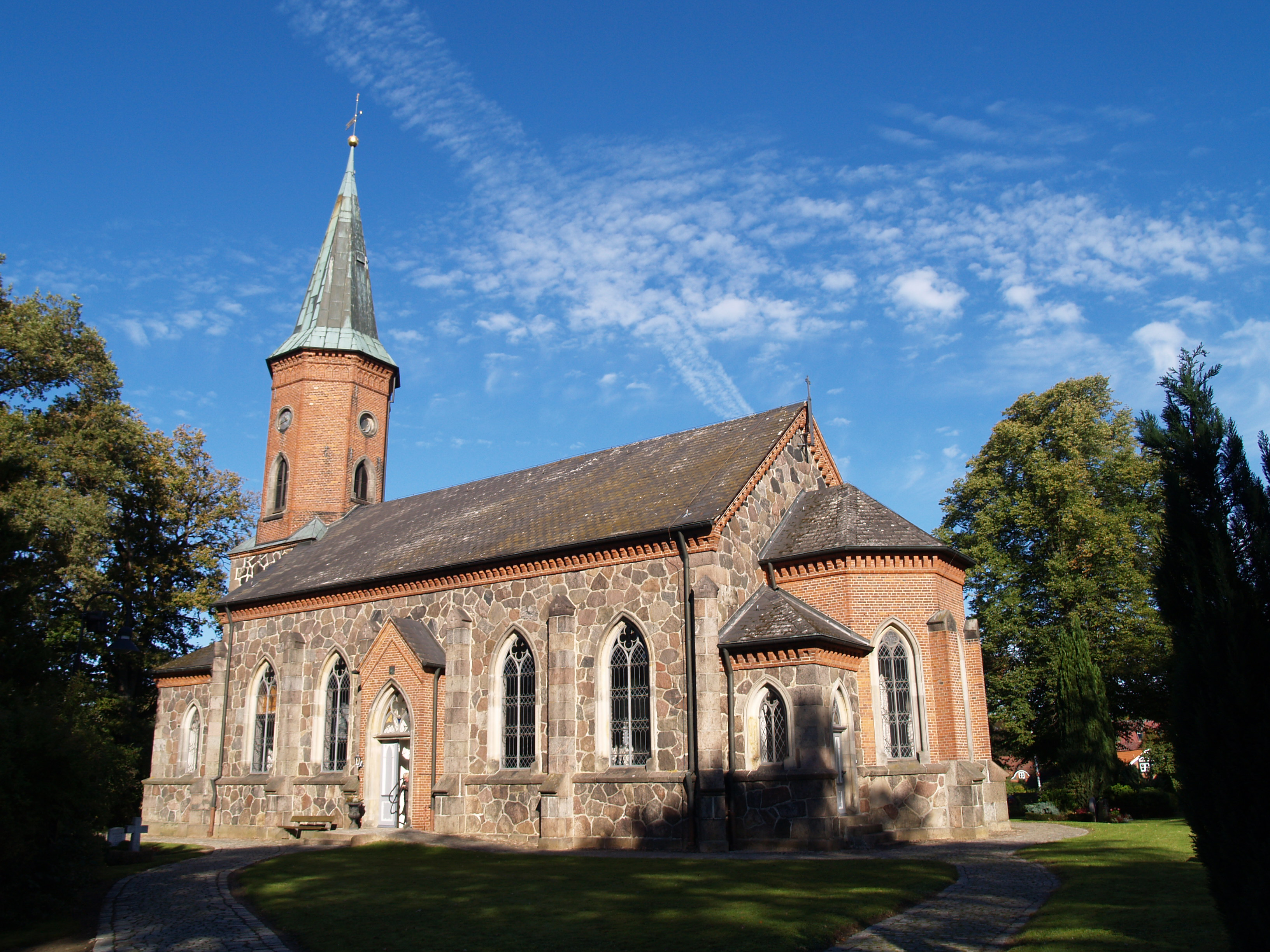
Dorfkirche von Basthorst

Die evangelische St.-Marienkirche in der Mitte des Orts wird vom Dorffriedhof umgeben. Sie stammt aus dem 19. Jahrhundert. Der Bau aus behauenem Feldstein ist im Stil der Neogotik ausgeschmückt, in der Ausstattung haben sich Relikte eines Vorgängerbaus erhalten.

## Söhne und Töchter der Gemeinde
- Philipp Caspar Lamprecht (1695–1757), Ratsherr der Hansestadt Lübeck
- Wilhelm Delfs (1885–1958), Architekt und Stadtplaner